# 第25回NHK紅白歌合戦
『第25回NHK紅白歌合戦』（だいにじゅうごかいエヌエイチケイこうはくうたがっせん）は、1974年（昭和49年）12月31日にNHKホールで行われた、通算25回目のNHK紅白歌合戦である。21時から23時45分にNHKで生放送された。

## 出演者

### 司会者
- 紅組司会：佐良直美
- 白組司会：山川静夫アナウンサー
- 総合司会：土門正夫アナウンサー、中江陽三アナウンサー
- テレビ中継：相川浩アナウンサー
- ラジオ中継：金子辰雄アナウンサー

佐良は2年ぶり2度目、山川は3年連続3度目（白組司会は初）、土門、中江は初の司会。
前年まで12年連続で司会を務めた宮田輝アナウンサーがこの年退職し、後任の白組司会は総合司会を務めた山川が担当した。山川はこの時、「宮田さんのようにぐいぐい引っ張っていく蒸気機関車型の司会は私にはできない、ディレクターや技術さんと繋がった山手線型の司会を目指そう」と思ったという。
対する紅組司会には、山川が「もし独特の雰囲気にのまれてしまったら、女性の方まで気が回らなくなる」（宮田の後任という重圧・責任感も考慮された）ということで、司会経験者の佐良が再登板した。当初は「今年は歌手にこだわらない」との方針のもと、吉永小百合、栗原小巻、森光子、和田アキ子、今陽子、由紀さおり、都はるみ、水前寺清子らが候補に挙がっていたという。一時は和田が最有力となったが、日本テレビ系列『金曜10時!うわさのチャンネル!!』などで民放色が強いとして見送られた。なお、佐良・山川はこの年の『思い出のメロディー』でも司会コンビを組んだ。
総合司会の2人体制は史上初で、共に男性なのは唯一である。

### 出場歌手
紅組、      白組、      初出場、      返り咲き。
| 曲順 | 組 | 歌手名                     | 回 | 曲目                           |
| ---- | -- | -------------------------- | -- | ------------------------------ |
| 1    | 白 | 西城秀樹                   | 初 | 傷だらけのローラ               |
| 2    | 紅 | 山口百恵                   | 初 | ひと夏の経験                   |
| 3    | 白 | 中条きよし                 | 初 | うそ                           |
| 4    | 紅 | アグネス・チャン           | 2  | ポケットいっぱいの秘密         |
| 5    | 白 | 三善英史                   | 2  | 愛の千羽鶴                     |
| 6    | 紅 | チェリッシュ               | 2  | 恋の風車                       |
| 7    | 白 | フォーリーブス             | 5  | 急げ!若者                      |
| 8    | 紅 | 小柳ルミ子                 | 4  | 冬の駅                         |
| 9    | 白 | 堺正章                     | 4  | 枯葉の宿                       |
| 10   | 紅 | 桜田淳子                   | 初 | 黄色いリボン                   |
| 11   | 白 | 郷ひろみ                   | 2  | 花とみつばち                   |
| 12   | 紅 | 佐良直美                   | 8  | 花のフェスティバル             |
| 13   | 白 | 殿さまキングス             | 初 | なみだの操                     |
| 14   | 紅 | 梓みちよ                   | 8  | 二人でお酒を                   |
| 15   | 白 | 野口五郎                   | 3  | 甘い生活                       |
| 16   | 紅 | 南沙織                     | 4  | 夏の感情                       |
| 17   | 白 | 菅原洋一                   | 8  | ケ・サラ                       |
| 18   | 紅 | 森昌子                     | 2  | おかあさん                     |
| 19   | 白 | 海援隊                     | 初 | 母に捧げるバラード             |
| 20   | 紅 | 和田アキ子                 | 5  | 美しき誤解                     |
| 21   | 白 | 美川憲一                   | 7  | はしゃぎすぎたのね             |
| 22   | 紅 | 山本リンダ                 | 4  | 闇夜にドッキリ                 |
| 23   | 白 | 橋幸夫                     | 15 | 沓掛時次郎                     |
| 24   | 紅 | 森山良子                   | 4  | ある日の午後                   |
| 25   | 白 | 渡哲也                     | 初 | くちなしの花                   |
| 26   | 紅 | 都はるみ                   | 10 | にごりえの町                   |
| 27   | 紅 | 水前寺清子                 | 10 | てっぺんまごころ               |
| 28   | 白 | 北島三郎                   | 12 | 寒流                           |
| 29   | 紅 | あべ静江                   | 初 | みずいろの手紙                 |
| 30   | 白 | にしきのあきら             | 5  | 花の唄                         |
| 31   | 紅 | ペドロ&カプリシャス        | 初 | ジョニィへの伝言               |
| 32   | 白 | 村田英雄                   | 13 | 皆の衆                         |
| 33   | 紅 | 小坂明子                   | 初 | あなた                         |
| 34   | 白 | 三橋美智也                 | 11 | 哀愁列車                       |
| 35   | 紅 | 天地真理                   | 3  | 想い出のセレナーデ             |
| 36   | 白 | 内山田洋とクール・ファイブ | 3  | 海鳴り                         |
| 37   | 紅 | 八代亜紀                   | 2  | 愛ひとすじ                     |
| 38   | 白 | 五木ひろし                 | 4  | 浜昼顔                         |
| 39   | 紅 | ザ・ピーナッツ             | 16 | ブギ・ウギ・ビューグル・ボーイ |
| 40   | 白 | 布施明                     | 8  | 積木の部屋                     |
| 41   | 紅 | いしだあゆみ               | 6  | 美しい別れ                     |
| 42   | 白 | 春日八郎                   | 16 | 雨降る街角                     |
| 43   | 紅 | 青江三奈                   | 8  | 銀座ブルーナイト               |
| 44   | 白 | フランク永井               | 18 | おまえに                       |
| 45   | 紅 | 由紀さおり                 | 6  | 挽歌                           |
| 46   | 白 | 沢田研二                   | 3  | 追憶                           |
| 47   | 紅 | ちあきなおみ               | 5  | かなしみ模様                   |
| 48   | 白 | 三波春夫                   | 17 | 勝海舟                         |
| 49   | 紅 | 島倉千代子                 | 18 | 襟裳岬                         |
| 50   | 白 | 森進一                     | 7  | 襟裳岬                         |

#### 選考を巡って
- 第25回を記念し、「人気投票枠」での出場者として春日八郎と三橋美智也が復帰した。
- 渡哲也は、この年のNHK大河ドラマ「勝海舟」の主役であったが、病気療養のために途中降板。「NHKに迷惑をかけた」という謝意からも、前年のヒット曲「くちなしの花」を携えて初出場した。
- この年から、紅白への対抗を目的として、民放テレビ各局による歌謡祭が乱立するようになるが、こういった番組のショーアップに欠かせない代表的アイドルが西城秀樹・郷ひろみ・野口五郎の新御三家と山口百恵・桜田淳子・森昌子の花の高一トリオで、6人揃って出場[3]。この6人は第30回（1979年）まで6年続けて揃って紅白出場する（翌年に山口百恵が芸能界引退）。一方でザ・ピーナッツが翌年に突如引退を表明したため、結果的にこの年が最後の出場となり、この年は「世代交代の紅白」と言われた。
- 両組のボーダーライン上の歌手からの選出は、歌手選考の最終過程である外部の「ご意見を伺う会」で選ばれた（下記の太字歌手が選出）。
  - 紅組：藤圭子・森山良子・ザ・ピーナッツ・岸洋子・金井克子・山本リンダ
  - 白組：三善英史・上條恒彦・美川憲一・村田英雄・にしきのあきら・水原弘・ぴんから兄弟
- 前回の出場歌手の中より今回不選出となった歌手は以下（ただし前回「特別出演」として紅白出場した、渡辺はま子と藤山一郎を除く）。
  - 紅組：麻丘めぐみ・欧陽菲菲・金井克子・朱里エイコ
  - 白組：上條恒彦・GARO・西郷輝彦・鶴岡雅義と東京ロマンチカ・ぴんから兄弟・水原弘
- 第20回の落選以降、「ヒット曲がありませんから…」と紅白出場を断り続けていた江利チエミが、同年「酒場にて」で久々にヒットを飛ばしオファーされたが「もう紅白は卒業しましたから…」と辞退。その後も紅白には1度も出演しなかった。
- 前回落選した美空ひばりは「ご迷惑でしょう」との理由で自ら出場辞退を申し出た[4]。
- 今回は出場歌手と司会の発表を同時に行った[5]。

### 演奏
- 紅組：原信夫とシャープス・アンド・フラッツ・東京放送管弦楽団（指揮:原信夫）
- 白組：小野満とスイング・ビーバーズ・東京放送管弦楽団（指揮:小野満）
- 演奏ゲスト
  - 東海林修 - 菅原洋一の指揮
  - クロード・チアリ - あべ静江の伴奏（ギター）。
  - サム・テイラー - にしきのあきらの伴奏（サックス）。
  - 小坂務 - 小坂明子の指揮。
  - 宮川泰 - ザ・ピーナッツの指揮。
  - 井上堯之バンド - 沢田研二のバックバンド。

### 審査員
- 橋本明治（日本画家。この年、文化勲章を受章）
- 杉村春子（女優。この年、文化功労者に選出）
- 尾上松緑（歌舞伎俳優。この年の大河ドラマ『勝海舟』の勝小吉役）
- 栗原小巻（女優。映画『モスクワわが愛』に主演）
- 堀江謙一（海洋冒険家。この年、単独無寄港で世界一周航海を敢行）
- 檀ふみ（女優。『連想ゲーム』の紅組レギュラー解答者）
- 魁傑將晃（大相撲・関脇。この年の大相撲九州場所で初優勝）
- 新垣留美子（1975-76年開催の沖縄国際海洋博覧会コンパニオン）
- 根本良夫･NHK副放送総局長（審査委員長）
- 一般審査員40名

### ゲスト出演者
- ザ・ドリフターズ - コメディアン。佐良直美と殿さまキングスの曲間および中間審査。
- 三波伸介 - コメディアン。梓みちよと野口五郎の曲間および中間審査。
- 鈴木ヒロミツ - タレント。この年にスタートした若者向け音楽番組『レッツゴーヤング』初代司会者。和田アキ子と美川憲一の曲間。
- 大原麗子 - 女優。『勝海舟』の梶久役。渡哲也の曲紹介（大原は当時の渡の義妹）。
- 左とん平 - コメディアン。にしきのあきらとペドロ&カプリシャスの曲間。
- 樋浦勉 - 俳優。この年の連続テレビ小説『鳩子の海』の民夫役。三橋美智也の曲紹介。

### 大会委員長
- 坂本朝一･NHK放送総局長

## 当日のステージ・エピソード
- 佐良は紅組司会決定を受けて「今年は駄目だと思ってヨーロッパに逃避旅行を計画していたけど、司会の相手が山あり川ありの相当手強い相手なので、持ち前のお色気でひとつぐぐっと迫ります」と述べた[6]。
- 佐良が紅組歌手一同に弁当を差し入れをすると聞いた山川は、紅組への対抗上、自身もそれに倣って白組歌手一同に弁当を差し入れたほか、衣装代も大金をかけたという（山川は全部自腹のため負担が大きかったと振り返る）[1]。
- 白組トップバッターの西城秀樹のステージでは、自身の考案によりドライアイスによる演出が紅白史上初めて行われた[7]。
- 紅組司会の佐良が歌手として出演する際の曲紹介は水前寺が行った。
- あべ静江の応援で来日したクロード･チアリが、日本語での応援スピーチを披露したが、｢紅組絶対勝利｣というところを｢紅組絶体絶命｣と発言。(すぐあとに言い直している)
- 小坂明子は、実父の小坂務の指揮による伴奏でピアノ弾き語りで「あなた」を披露した。親子共演は紅白史上初であった。
- この回で紅組歌手によるラインダンスが初めて披露された。メンバーは梓みちよ･いしだあゆみ･小柳ルミ子･桜田淳子･ザ･ピーナッツ･チェリッシュ 松井悦子･山口百恵･山本リンダ。
- 桜田淳子のステージで、バックに森昌子と山口百恵が行い、花の高一トリオ揃い踏みという演出があった。
- 郷ひろみのステージで、バックに西城秀樹と野口五郎が行い、新御三家揃い踏みという演出があった。
- 沢田研二のステージの後半で、楽曲のイメージに因んで本物の白い鳩が手元に飛んでくるという演出があった。
- この年の白組トリは、森進一と五木ひろし（この年デビュー10周年）が争い[8]、森が初の大トリに選ばれ、第16回日本レコード大賞を受賞した「襟裳岬」を歌った。ところがレコード大賞からの移動などで多忙だったこともあり、衣装の最終チェックが不充分で、ズボンのファスナーを閉め忘れるというハプニングがあった（放送でも、最初に一礼した時に確認できる）。2番に入る前の間奏の所で、他の白組歌手たちがそれとなく森を取り囲む形でファスナーを閉めて事なきを得た。
- 紅組トリには島倉千代子（この年デビュー20周年）が2年連続で担当した。当初島倉は紅白で未歌唱のデビュー曲「この世の花」を歌唱する予定だったが、森進一が対戦相手に決まったため、対抗して同名異曲の「襟裳岬」が選曲された。紅組トリの候補には島倉以外に水前寺や都（ともにデビュー10周年）がいた[9]。
- この回の紅白勝敗判定の電飾は、ステージのアーチ型ゲートと兼用していた。
- 紅組が優勝（通算14勝11敗）。

## 後日譚
- 応援役のザ・ドリフターズは、メンバーが荒井注から志村けんに替わって初の出演となったが、この後はしばらく出演せず、2001年の第52回で出場歌手として出演する。
- 1990年・1994年・1998年に、『思い出の紅白歌合戦』（BS2）で再放送された。
- 2025年6月10日にNHK総合テレビで放送された『うたコン』では、本大会を中心にした『紅白』を特集、番組では本大会から白組司会を務めた山川静夫が出演、また栃木県那須塩原市で家庭犬しつけ教室「アニマルファンスィアーズクラブ」を主宰している紅組司会の佐良直美がVTRで出演し、それぞれ当時を振り返った。